# Chrysops madagascarensis
Chrysops madagascarensis är en tvåvingeart som beskrevs av Ricardo 1902. Chrysops madagascarensis ingår i släktet Chrysops och familjen bromsar.
Artens utbredningsområde är Madagaskar. Inga underarter finns listade i Catalogue of Life.